# Surbiton Trophy 2002
Il Surbiton Trophy 2002 è stato un torneo di tennis facente parte della categoria ATP Challenger Series nell'ambito dell'ATP Challenger Series 2002. Il torneo si è giocato a Surbiton in Gran Bretagna dal 4 al 9 giugno 2002 su campi in erba.

## Vincitori

### Singolare
Jeff Morrison ha battuto in finale  Wesley Moodie con il punteggio di 7–6(4), 5–7, 7–6(4)

### Doppio
André Sá /  Jim Thomas hanno battuto in finale  David Adams /  Joshua Eagle con il punteggio di 7–5, 2–6, 6–3